# Mirosław Ostręga
Mirosław Ostręga (ur. 2 sierpnia 1935 w Busku-Zdroju) – polski górnik, poseł na Sejm PRL V kadencji.

## Życiorys
Uzyskał wykształcenie podstawowe, z zawodu górnik. Pracował jako górnik przodowy ścianowy w kopalni „Mortimer-Porąbka” w Zagórzu. W 1969 uzyskał mandat posła na Sejm PRL w okręgu Sosnowiec z ramienia Polskiej Zjednoczonej Partii Robotniczej, zasiadał w Komisji Handlu Wewnętrznego. Odznaczony Brązowym Krzyżem Zasługi.